# Старченко, Николай Николаевич
Никола́й Никола́евич Ста́рченко (4 апреля 1952, д. Осинка, Брянская область — 7 июля 2019, Москва, Россия) — российский писатель, журналист; кандидат филологических наук. Член Союза писателей и Союза журналистов России.
Член правления РОО «Брянское землячество». Почётный гражданин Суражского района Брянской области.

## Биография
В 1974 окончил факультет журналистики Ленинградского государственного университета.
Много ездил в служебные творческие командировки по стране и за рубеж, прошёл все ступени профессионального мастерства в областной и центральной прессе — от корреспондента до главного редактора.
Возглавлял Орловскую областную молодёжную газету, всесоюзный журнал «Юный натуралист».
В 1981 году переведён в Москву, где работал ответственным секретарём журнала Союза писателей СССР и ЦК ВЛКСМ «Литературная учёба».
В 1994 основал первый в России журнал о природе для семейного чтения «Муравейник», который стал широко известен в стране и особенно на Брянщине. В 1999 году как приложение к журналу «Муравейник» стал издаваться литературно-художественный ежегодник «Охотничий сборник». 
7 июля 2019 года умер от инсульта. Похоронен на Востряковском кладбище в Москве, участок 16.

## Награды и премии
Лауреат всесоюзных и всероссийских литературных и журналистских премий, среди них:
- премия имени А. К. Толстого «Серебряная лира» (2002),
- премия имени Н. М. Карамзина «За Отечествоведение» (2005),
- премия М. М. Пришвина (2007),
- премия I степени Центрального федерального округа «За произведения для детей и юношества» (2010).
- премия имени И. С. Соколова-Микитова (2012)

Имеет правительственные и общественные награды.
Заслуженный работник культуры Российской Федерации (2013)

## Сочинения
Николай Николаевич Старченко — автор десяти книг художественной прозы и двухтомника избранных произведений.
Цикл рассказов посвящён исследованиям географии произведений из «Записок охотника» Ивана Сергеевича Тургенева. В поездках по литературным местам вместе с автором принимал участие известный российский писатель и журналист В. М. Песков (1930—2013).
В 2021 году семьёй писателя была издана последняя повесть Николая Старченко «Счастливая жизнь», рассказывающая о дружбе автора с Василием Песковым и их совместных путешествиях.

## Цитата
Сегодня уже не только уничтожение природы преступно, но и бездействие перед надвигающейся катастрофой. Еще вчера общество всерьез не задумывалось: а хватит ли будущим поколениям чистой воды и свежего воздуха? И как же жить с постоянным ощущением возможной биологической гибели? Детство, отрочество, юность — прекраснейшая пора, когда не только весь мир, но и сам себе кажешься вечным, бессмертным. И вдруг это благое, великое чувство вечности зеленого мира вот-вот будет утрачено… Мы не должны этого допустить. Не в смысле утаивания уже очевидных и грозных предвестников всеобщей беды, а в смысле непременного создания совершенного механизма взаимодействия-сотворчества сложнейшей системы человек — природа. И определить этот механизм должно сознание человека. По сути, оно сегодня — последнее убежище природы.
— Николай Старченко. Из статьи «Закон природы». — «Юный натуралист», № 1/1990 г.